# Alonso del Arco

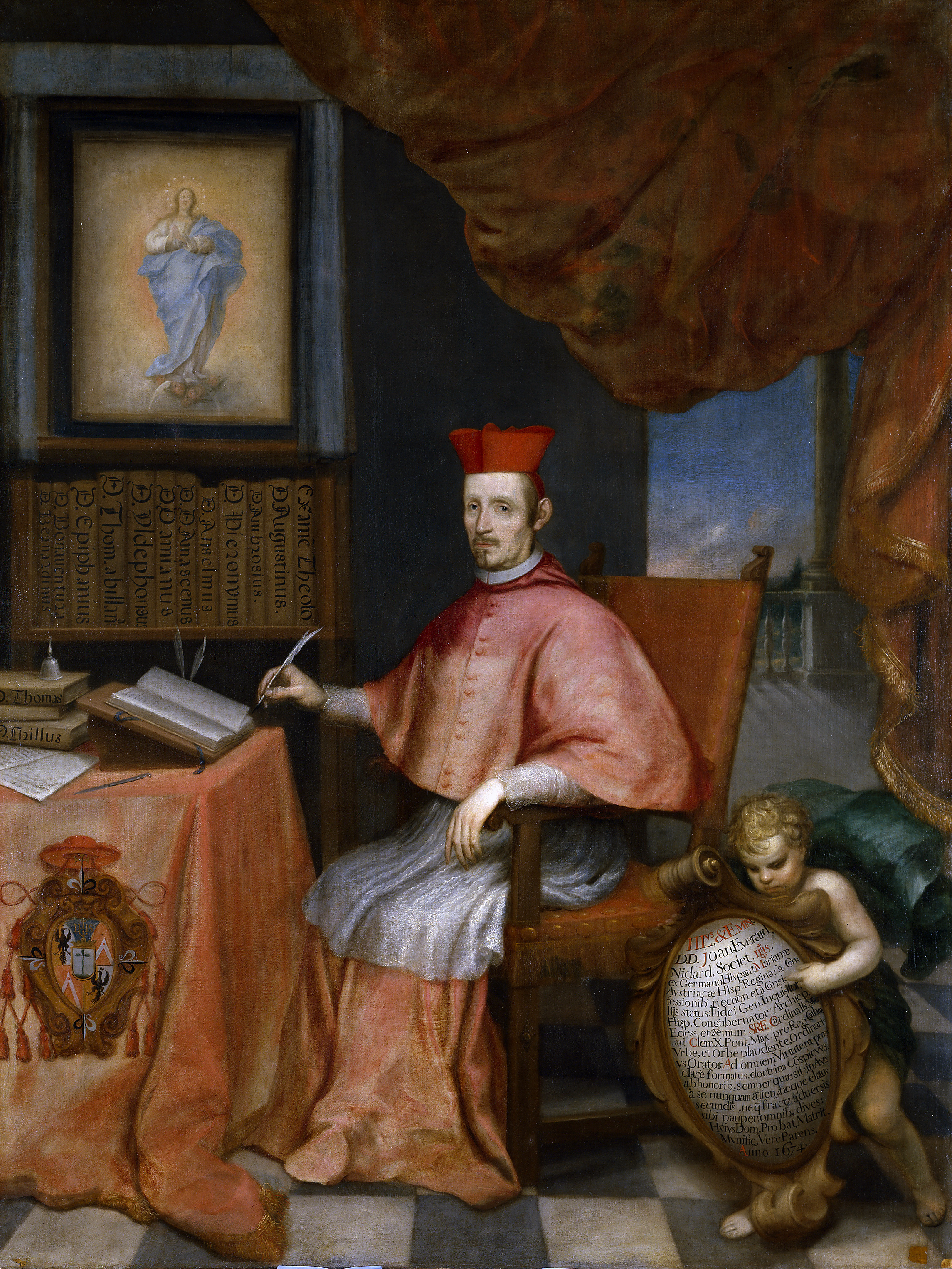
El cardenal Juan Everardo Nithard (1674), obra d'Alonso del Arco

Alonso del Arco (Madrid, ca. 1635-1704) va ser un pintor espanyol del barroc. Sordmut de naixement, s'afirma que amb l'estudi va arribar a parlar molt a poc a poc. Es desconeixen les dades de la seva vocació i formació artístiques abans de convertir-se en deixeble i col·laborador d'Antonio de Pereda, per la qual cosa va ser conegut pel sobrenom El Sordillo de Pereda.
El pintor va fer nombroses obres; va participar en les festes d'entrada a Madrid de la reina Maria Lluïsa d'Orleans, primera esposa de Carles II de Castella, juntament amb els artistes Claudio Coello, José Jiménez Donoso, Francisco Ignacio Ruiz de la Iglesia i Matías de Torres, entre d'altres. Precisament, d'aquesta etapa destaquen els retaules realitzats entre 1675 i 1685, el de Sant Joan Baptista de l'església de San Juan del Mercado (Guadalajara) i el de Sant Felip Neri de l'església de les trinitàries de Madrid; el Nen Jesús adormit sobre la Creu (1681) conservat a la Reial Acadèmia de Belles Arts de San Fernando, lAparició de la Mare de Déu de la Mercè a sant Pere Nolasc (1682) conservat al Museu del Prado, així com nombroses versions de la Immaculada Concepció, repartides entre el Prado i algunes esglésies de Valladolid; La Magdalena desposseint-se de les seves joies al Museu de Belles Arts d'Astúries i lAnunciació, conservat al Museu Lázaro Galdiano, entre d'altres. A més també va pintar escenes de paisatges i retrats, com el de Marianna d'Àustria (1696) conservat al Museu de Santa Cruz de Toledo, El cardenal Juan Everardo Nithard (1674), i els retrats dels Generals de l'Orde de Sant Joan de Déu. Va treballar també la tècnica del fresc de la decoració del cambril de l'ermita de la Virgen de la Oliva d'Almonacid, amb escenes de la vida de la verge Maria el 1689.
Considerat un dels artistes més prolífics de l'escola madrilenya del segle xvii, a la dècada de 1690 va comptar amb un taller molt actiu, explica el fet del gran nombre d'obres conservades, tot i que no totes tenen la mateixa qualitat en execució i estil. Arco va realitzar nombroses obres, fos quina fos la seva retribució i la seva utilitat final, això s'ha atribuït no a les seves pròpies decisions sinó a l'acció de la seva dona, que contractava els treballs sense consultar-ho amb el seu marit, i moltes vegades a preus baixos, d'aquesta manera moltes eren pintades pels deixebles del pintor i ell només les retocava. No obstant això, Arco va morir en la misèria a Madrid, als setanta-cinc anys.